# محوطه کل برم
محوطه کل برم در شهرستان گچساران، بخش مرکزی، دهستان لیشتر، ۲ کیلومتری شمال شرقی روستای پادوک واقع شده و این اثر در تاریخ ۱۳ آبان ۱۳۸۶ با شمارهٔ ثبت ۱۹۷۵۵ به‌عنوان یکی از آثار ملی ایران به ثبت رسیده است.